# 220418 Golovyno
220418 Golovyno este un asteroid din centura principală de asteroizi.

## Descriere
220418 Golovyno este un asteroid din centura principală de asteroizi. A fost descoperit pe 23 septembrie 2003 la observatorul astronomic din Andrușivka. Asteroidul prezintă o orbită caracterizată de o semiaxă mare de 3,19 ua, o excentricitate de 0,05 și o înclinație de 8,9° în raport cu ecliptica.